# گیوم جیگلیوتی
گیوم جیگلیوتی (انگلیسی: Guillaume Gigliotti؛ زادهٔ ۹ نوامبر ۱۹۸۹) بازیکن فوتبال اهل فرانسه است.
از باشگاه‌هایی که در آن بازی کرده‌است می‌توان به باشگاه فوتبال آسکولی، باشگاه فوتبال امپولی، آ.اس موناکو، باشگاه فوتبال فوجا، و باشگاه فوتبال نووارا اشاره کرد.